# Pont romà sobre el riu Albarregas
El pont romà sobre el riu Albarregas és una obra d'enginyeria civil construïda sota l'Imperi Romà a la fi del segle i aC a la ciutat d'Augusta Emèrita, actual Mèrida (Extremadura, estat espanyol). Creua el riu Albarregas, afluent del Guadiana. Està declarat Bé d'Interés Cultural des del 1912 i Patrimoni de la Humanitat per la UNESCO des del 1993 com a part del Conjunt arqueològic de Mèrida.

## Història i descripció

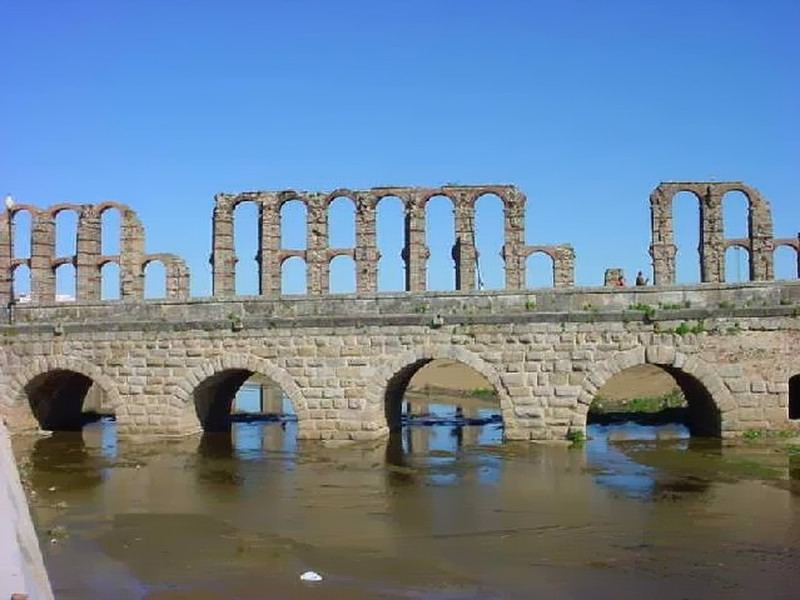
El pont romà i al fons l'aqüeducte de los Milagros

Aquest pont fou construït en la mateixa època que l'altre pont romà de la ciutat, el que creua el riu Guadiana, a la fi del segle i aC, durant el regnat de l'emperador August. Marcava l'eixida de la ciutat pel nord, per on cal travessar el riu Albarregas, i es trobava en la prolongació del cardo maximus de la ciutat romana, un dels dos carrers principals. Ací s'iniciava la important calçada Emerita Asturicam, anomenada Via de la Plata, que es perllongava fins a Astorga, així com una altra via que en direcció oest comunicava amb Olisipo, actual Lisboa. Flueix en paral·lel al proper aqüeducte de los Milagros.
L'estructura, de gran solidesa i en perfecte estat de conservació, consta de quatre arcs de mig punt construïts amb carreus encoixinats de granit, típics de l'arquitectura de l'antiga Roma. Fa 125 m de llarg, 7,9 m d'ample i té una alçada mitjana de 6,5 m. Té quatre arcs de mig punt, un poc diferents en les seues proporcions, que s'obrin entre sòlides piles. Sobre aquestes piles els timpans són massissos. Tot i que la robusta estructura del pont és suficient per suportar l'escàs cabal habitual del riu, la força d'algunes crescudes puntuals feu necessària l'obertura de dos petits sobreeixidors en l'extrem que s'uneix a la ciutat. El parament està format per carreus de granit de notable encoixinat, que es disposen en filades regulars, coincidint amb l'orde de les dovelles dels arcs.
L'ampit i la cornisa de la part superior, així com la filada superior, s'hi afegiren en algun moment del segle xix per adequar l'antiga via a carretera nacional. Malgrat tot, aquestes petites reparacions no han afectat de manera substancial la primitiva obra romana, que es conserva pràcticament íntegrament. La seua estructura i revestiment tenen una evident semblança amb el pont sobre el Guadiana, i això fa suposar que aquest pont es faria també en època d'August. El declararen Bé d'Interés Cultural al 1912 i des del 1993 només l'utilitzen els vianants.